# Frédéric-Charles Victor de Vernon
Frédéric-Charles Victor de Vernon, fue un escultor y grabador de medallas francés, nacido el 17 de noviembre de 1858 en París y fallecido el 28 de octubre de 1911 en la misma ciudad.

## Datos biográficos
Recibió su formación artística en la Escuela de Bellas Artes de París donde sus profesores fueron Jules Cavelier (1814-1894), Jules-Clément Chaplain (1839-1909) y Émile Tasset (1839-1921).
En 1881, obtuvo el segundo gran Premio de Roma y en 1887 el primer gran Premio de Roma, por el que pudo desplazarse a la capital italiana y pasar tres años como pensionado de la villa Médici.
Miembro de la Société des artistes français desde 1896, fue elegido miembro de la Academia de Bellas Artes francesa en 1909.
Su hijo Jean de Vernon (1897-1975), fue igualmente grabador, medallista y escultor de Francia. 
Un Premio fue nombrado con su nombre y el de su hijo Jean: Prix Frédéric et Jean de VERNON - Gravure.

## Obras

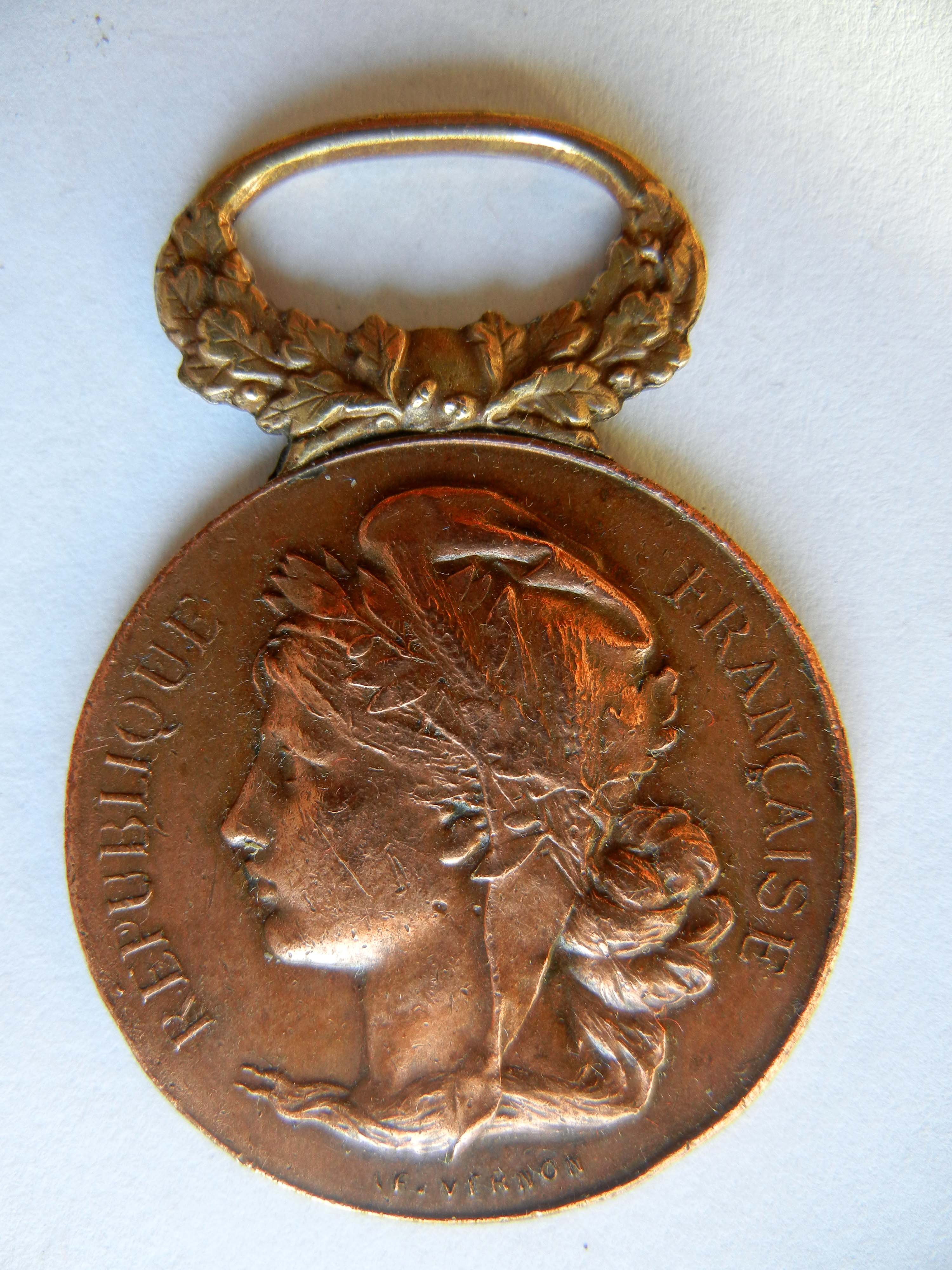
Medalla "Bomberos de Eure". 1890. (Recto) Grabador: Frédéric-Charles Victor de Vernon
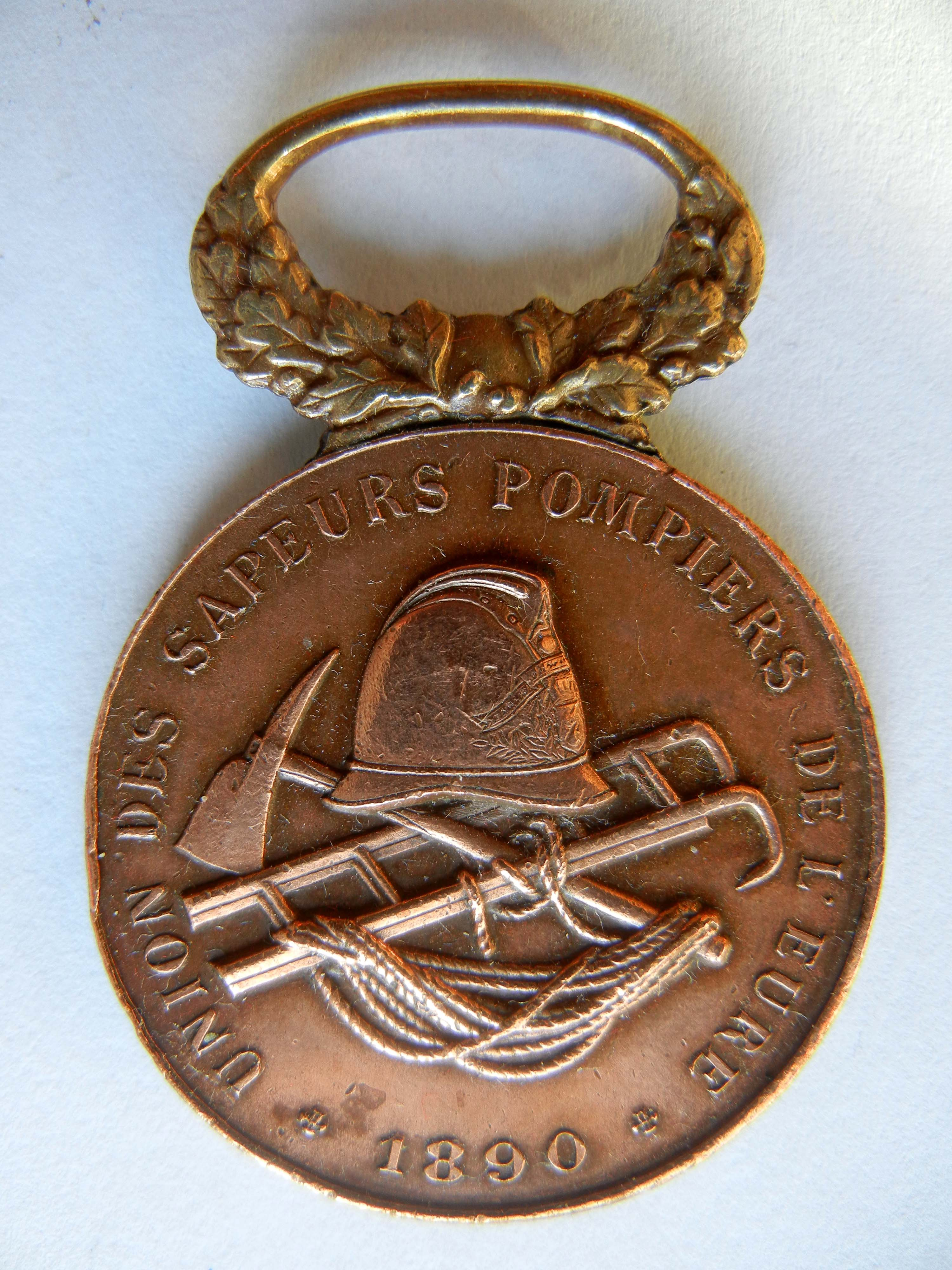
Medalla "Bomberos de Eure". 1890. (Verso) Grabador: Frédéric-Charles Victor de Vernon

## Fallecimiento
Falleció en París el 28 de octubre de 1911, a los 53 años , hace 113 años.